# Гюккинген
Гюккинген (нем. Gückingen) — община в Германии, в земле Рейнланд-Пфальц. 
Входит в состав района Рейн-Лан. Подчиняется управлению Диц.  Население составляет 1045 человек (на 31 декабря 2010 года). Занимает площадь 2,34 км².